# بسيني (كورنوال)
بسيني (بالإنجليزية: Bossiney)‏ هي قرية تقع في المملكة المتحدة في كورنوال.